# Something ELse
섬씽엘스(일본어: Something ELse 사무신구에루스[*])는 일본의 남자 포크 밴드이다. 일본에서는 흔히 사무에루(サムエル)의 약칭으로 부른다.
2006년 10월 22일, 마지막 투어 《LAST LIVE》실시하고 해산했다.

## 개략
1994년 포크 밴드인 EXIT LINE을 결성하여, 1996년에 Something ELse로 개칭했다. (ELse의 EL은 EXIT LINE을 의미한다.) 지바현 가시와시에서 3년간 노상 연주를 한 뒤, 1996년 10월 23일 싱글 "悲しきノンフィクション"(슬픈 논픽션)으로 데뷰했지만, 처음에는 그다지 이름이 알려지지 않았다.
1998년 TV 프로그램인 "雷波少年"(뢰파 소년)으로부터 "세 명이서 한 방에 틀어 박혀서 노래를 만들고, 그 노래가 오리콘 20위 이내를 기록하지 않으면 가수 생활을 그쳐라!"라는 명령을 받았다. 그래서 이 때에 만든 "ラストチャンス"(라스트 찬스)가 발매초 차트 2위(다음 주는 1위)를 기록하고 100만 장이 넘는 판매량을 기록했다. 그 뒤에도 "あいのうた"(사랑 노래), "ウソツキ"(거짓말쟁이) 등 히트 송을 발표했다.

## 구성원
- 오쿠보 노부타카(大久保 伸隆, 1974년 9월 24일 - ) : 보컬, 어쿠스틱 기타
- 이토 다이스케(伊藤 大介, 1974년 7월 25일 - ) : 어쿠스틱 기타, 보컬
- 이마이 지히로(今井 千尋, 1974년 8월 28일 - ) : 베이스 기타, 보컬

## 작품 목록

### 싱글
| 타이틀                 | 의미                 | 발매일           |
| 悲しきノンフィクション | 슬픈 논픽션          | 1996년 10월 23일 |
| days go by             |                      | 1997년 3월 12일  |
| 風と行きたかった       | 바람이랑 가고 싶었다 | 1997년 10월 8일  |
| 反省のうた             | 반성의 노래          | 1998년 2월 6일   |
| レコード               | 레코드               | 1998년 6월 17일  |
| ラストチャンス         | 라스트 찬스          | 1998년 12월 23일 |
| さよならじゃない       | 이별은 아니야        | 1999년 4월 9일   |
| あいのうた             | 사랑 노래            | 1999년 7월 28일  |
| ウソツキ               | 거짓말쟁이           | 2000년 2월 16일  |
| 磁石                   | 자석                 | 2000년 11월 8일  |
| びいだま               | 유리 구              | 2001년 2월 9일   |
| 夏のラジオ             | 여름의 라디오        | 2002년 2월 6일   |
| 国道16                 | 국도 16호            | 2002년 9월 26일  |
| 少年                   | 소년                 | 2003년 2월 5일   |
| 1M                     |                      | 2003년 10월 16일 |
| あの頃のまま           | 그 시절 그대로       | 2004년 7월 28일  |

### 앨범
| 타이틀       | 의미      | 발매일           |
| TRIPLE PLAY  |           | 1998년 3월 6일   |
| 502          |           | 1999년 3월 17일  |
| ギターマン   | 기타맨    | 2000년 3월 8일   |
| 光の糸       | 빛의 실   | 2001년 3월 7일   |
| Y            |           | 2002년 2월 27일  |
| TICKET       |           | 2003년 3월 12일  |
| 風見鶏       | 바람개비  | 2003년 5월 14일  |
| 夏唄         | 여름 노래 | 2004년 8월 25일  |
| バンドワゴン | 밴드 왜건 | 2005년 6월 1일   |
| COLOR        |           | 2005년 11월 30일 |

## 같이 보기
- 알피 - 친한 친구인 사카자키가 소속되어 있는 밴드
- 지바현 가시와시